# Libor Sionko
Libor Sionko (Ostrava, 1 februari 1977) is een voormalig Tsjechisch voetballer. Hij beëindigde zijn loopbaan in 2012.
Sionko speelde als middenvelder in totaal 41 keer voor Tsjechië (acht doelpunten) en maakte deel uit van de selecties voor het WK 2006 en Euro 2008. Tijdens Euro 2008 scoorde Sionko in het groepsduel tegen Portugal. Ondanks dit doelpunt verloor Tsjechië deze wedstrijd met 3-1.

## Erelijst
Grazer AK
- Bundesliga

2004
 Austria Wien
- Oostenrijks landskampioen

2006